# Интернасьонал (футбольный клуб, Мадрид)
«Интернасьонал (или Интернасьональ) де Мадрид», также известный как «Интер де Мадрид» — испанский футбольный клуб расположенный в муниципалитете Вильявисьоса-де-Одон. В настоящее время выступает в Примера дивизион, третьем уровне испанского футбола.

## История
Интернасьонал де Мадрид был основан в 2002 году группой бизнесменов. Идея создания клуба пришла Стивену Кеннету Ньюману, совладельцу консалтинговой компании. В своем первом сезоне клуб присоединился к региональному клубу Терсера (восьмой уровень) и проводил домашние матчи на стадионе «Каситас» в Мадриде. Интернасьонал завершил свой первый сезон повышением в звании после победы во всех сыгранных матчах, забив 187 голов и пропустив всего 25.
В 2003 году клуб занял место «Спортинг Хетафе», вылетевшего из пятого дивизиона, и играл в Региональной Примере (шестой дивизион). Он добился второго повышения подряд во втором сезоне, снова возглавив свою группу, забив 128 мячей за и только 17 против.
Интернасьонал де Мадрид продолжил следующие сезоны, играя в региональном преферансе, 5-м уровне. В 2010 году они впервые добились повышения Третий дивизион Королевской испанской футбольной федерации, заняв второе место в своей группе.
В 2016 году Интернасьонал переехал из Моралеха-де-Энмедио в Боадилья-дель-Монте.
Интернасьонал выиграл мадридскую группу в дивизионе Терсера 2017-18 и впервые вышел во Второй дивизион Королевской испанской футбольной федерации, одержав ничью со счетом 1:1 над Тенерифе Б в плей-офф. Перед началом сезона 2018/19 главным тренером клуба стал Маркос Хименес. В своем первом сезоне в Сегунде B клуб занял 14-е место и сохранил свое место в этой категории.
30 июня 2020 года испанский киберспортивный клуб DUX Gaming объявил о совместном владении клубом. Клуб также объявил о переименовании команды в DUX Интернасьонал де Мадрид. В то же время клуб перенес свою штаб-квартиру в Вильявисьоса-де-Одон.

## Текущий состав
| №  |                            | Поз. | Имя                       | Год рождения |
| -- | -------------------------- | ---- | ------------------------- | ------------ |
| 1  | Флаг Испании               | Вр   | Карлез Сантало            |              |
| 2  | Флаг Аргентины             | Зщ   | Леандро Марин             |              |
| 3  | Флаг Испании               | Зщ   | Альваро Херреро (капитан) |              |
| 4  | Флаг Экваториальной Гвинеи | ПЗ   | Алекс Масонго             |              |
| 5  | Флаг Испании               | Зщ   | Антонио Монторо           |              |
| 6  | Флаг Бразилии              | ПЗ   | Артур Бональдо            |              |
| 7  | Флаг Испании               | Нап  | Адриан Мансебо            |              |
| 8  | Флаг Испании               | ПЗ   | Франциско Регуэра         |              |
| 9  | Флаг Испании               | Нап  | Давид Барраль             |              |
| 10 | Флаг Испании               | Нап  | Рубен Рамос               |              |
| 12 | Флаг Испании               | Нап  | Серхио Ореас Ревилла      |              |
| 13 | Флаг Испании               | Вр   | Елко Рамос                |              |

| №  |              | Поз. | Имя                 | Год рождения |
| -- | ------------ | ---- | ------------------- | ------------ |
| 14 | Флаг Испании | ПЗ   | Альваро Мартин      |              |
| 15 | Флаг Испании | ПЗ   | Рамон Бласкез       |              |
| 16 | Флаг Бельгии | ПЗ   | Зепп Брюльманс      |              |
| 17 | Флаг Испании | ПЗ   | Альберто Джиль      |              |
| 18 | Флаг Испании | ПЗ   | Кеннет Соллер       |              |
| 19 | Флаг Испании | Защ  | Хесус Мояно         |              |
| 20 | Флаг Испании | ПЗ   | Александро Замбрано |              |
| 21 | Флаг Испании | Нап  | Альваро Монтеро     |              |
| 22 | Флаг Испании | Защ  | Маркос Браво        |              |
| 23 | Флаг Испании | Защ  | Дани Сиу            |              |
| 24 | Флаг Франции | Вр   | Лоик Бадьяшиль      |              |